# 元兴 (东晋)
元兴（402年-404年）是東晋皇帝晋安帝司马德宗的第二个年号，共计3年。
胡三省注《资治通鉴》：元兴元年“元显败，复隆安年号。桓玄寻改曰大亨。玄篡，又改曰永始。”资治通鉴不用“大亨”年号，是表示不支持桓玄篡位的态度。

## 纪年
| 元兴 | 元年  | 二年  | 三年  |
| ---- | ----- | ----- | ----- |
| 公元 | 402年 | 403年 | 404年 |
| 干支 | 壬寅  | 癸卯  | 甲辰  |

## 参看
- 中国年号索引
- 其他时期使用元兴的年号
- 同期存在的其他政权年号
  - 弘始（399年九月-416年正月）：后秦政权姚兴年号
  - 光始（401年八月-406年）：后燕政权慕容熙年号
  - 神鼎（401年二月-403年八月）：后凉政权吕隆年号
  - 永始（403年十二月-404年五月）：桓玄年号
  - 天康（404年-405年二月）：桓谦年号
  - 建和（400年-402年三月）：南凉政权秃发利鹿孤年号
  - 弘昌（402年三月-404年二月）：南凉政权秃发傉檀年号
  - 建平（400年-405年十一月）：南燕政权慕容德年号
  - 庚子（400年十一月-404年）：西凉政权李暠年号
  - 永安（401年六月-412年十月）：北凉政权沮渠蒙逊年号
  - 太平（403年四月）：王始年号
  - 天兴（398年十二月-404年十月）：北魏政权拓跋珪年号
  - 天赐（404年十月-409年十月）：北魏政权拓跋珪年号